# Imagerie moléculaire

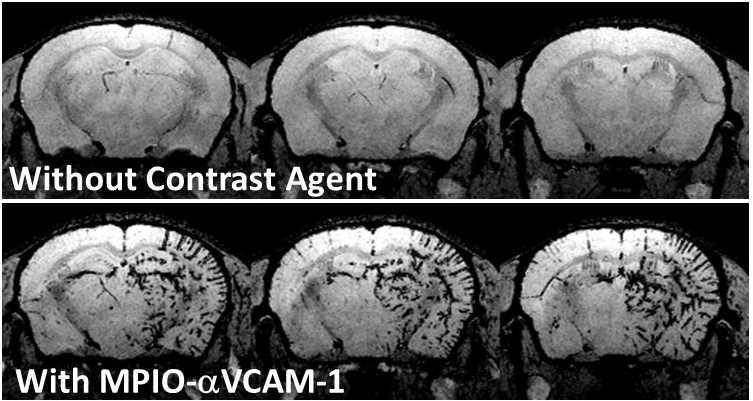
Inflammation dans le cerveau d'une souris visualisée par IRM moléculaire. Alors que l'IRM classique (ligne du haut) ne permet pas de mettre en évidence le phénomène, l'injection d'un produit de contraste ciblant les vaisseaux inflammés (ligne du bas) révèle un phénomène inflammatoire au niveau de l'hémisphère droit.

L'imagerie moléculaire est le nom donné à une discipline émergente d'imagerie, située entre la biologie moléculaire et la biologie cellulaire.
Elle vise essentiellement à observer le fonctionnement des organes et organismes in vivo par des moyens les moins invasifs possibles ou perturbant le moins possible les organismes observés ou les cultures de tissus produites à partir de ces organismes.

## Histoire
Les bases de cette discipline récente proviennent surtout des savoirs et savoir-faire acquis au cours des progrès récents de l'imagerie de fluorescence (encore non-transférable à l'être humain, car nécessitant une modification génétique des cellules pour leur faire produire des protéines fluorescentes), de la tomographie et de l'informatique appliquée au traitement d'image.

Il peut s'agir d'image fixe, de reconstitution 3D, d'images animées...

## Principes
L'imagerie moléculaire regroupe des techniques d'imagerie ou des associations de différentes techniques permettant de visualiser, in vivo :
- le fonctionnement cellulaire ;
- des processus moléculaires, (vitaux ou morbides, intra ou intercellulaires, résultant ou non d'interactions avec des pathogènes, processus de cicatrisation, régénération, etc.)

On utilise pour cela deux moyens éventuellement complémentaires :
- des appareils capables de voir au travers du corps (rayon X, ultra-sons, infrarouge, tomographie…). Dans certains cas, l'épaisseur des tissus à traverser par l'imageur n'est plus limitante (c'est le cas pour les traceurs radioactifs émettant des photons à 511 keV, qui sont faiblement atténués par le tissu et permettent une précision femtomolaire) ;
- des marqueurs, sondes ou traceurs, de natures diverses (colorants, produit de contraste, marqueur radioactifs ou opaques au rayons X, émulsion fluorescente telle que la sentidye, des protéines fluorescentes éventuellement produites in situ par l'organisme, après qu'il a été génétiquement modifiée (souris de laboratoire par exemple). 
Ces produits (injectés ou ingérés ou produits par un organisme génétiquement modifié pour cela) visent un organe, un type de cellule, ou une molécule particulière qui sera ainsi mise en évidence par l'imagerie.

## Utilité
Ces techniques permettent de 
- rendre visibles in vivo certaines macromolécules, des protéines ou de l'ADN ou d'autres molécules d'intérêt (via des marqueurs spécialisés) ;
- rendre visibles in vivo des cellules (et même différentes parties d'une cellule, en les colorant différemment), structures et réseaux (par des marqueurs fluorescents par exemple, qui permettent notamment de visualiser des neurones ou réseaux de neurones dans leur contexte). 
 Il est ainsi souvent possible (quand le cancer est en surface ou juste sous la paroi d'un organe, ce qui est souvent le cas) de nettement différencier (par des couleurs différentes) les parties saines et tumorales d'un organe en cours de cancérisation, ce qui permettra au cancérologue et au chirurgien d'affiner le diagnostic puis ou de limiter l'exérèse  au strict nécessaire ou de mieux cibler un traitement par rayonnement. Pour l'instant l'observation en direct sur l'organe vivant durant l'opération n'est pas possible, mais c'est une des pistes explorées par l'imagerie moléculaire ;
- observer l'effet de certains pathogènes ;
- observer l'effet de médicaments ;
- observer la cinétique d'un toxique, d'une hormone, etc.

## Qualité et précision des images
Pour chaque méthode, la qualité et finesse de l'image dépendent de nombreux facteurs, dont :
- imagerie de surface, ou de profondeur ;
- Imagerie 2D ou 3D ;
- temps de pose et mouvement éventuel de l'organisme observé ;
- type d'imageur ;
- échelle d'observation ;
- nombre et densité des molécules ou cellules-cibles (et non plus nombre de molécules du traceur) ;
- sensibilité du matériel d'observation (beaucoup d'appareils ont maintenant des limites basses se situant aux échelles femtomolaires (1 × 10−15 moles L−1) ;
- qualité du traitement informatique de l'image, renforcement de contraste, élimination automatique d'une partie des flous, diminution du « bruit » de l'image, et en particulier du « bruit de fond » induit par les molécules du traceur non fixées sur leur cible et encore en circulation, etc.).

## Incertitudes et limites
Bien que ces méthodes soient dites non-invasives, et qu'elles constituent un progrès remarquable dans l'imagerie, il reste parfois difficile d'être certain que le comportement de l'organisme ne soit pas modifié par les traceurs, ou les moyens d'investigation (ultra-sons, rayons X, radioactivité pour la TEMP et TEP) ou l'importance du champ électromagnétique généré par un scanner. 
L'intercalibration des matériels et la comparaison de résultats provenant de techniques différentes pourra peut-être d'ailleurs aider à identifier la manière dont ces contraintes affectent ou non l'organisme, et à quelles échelles.

## Prospective
- On s'attend à des diminutions de coûts par rapport à l'amélioration de précisions.
- Les progrès de l'informatique, de l'amplification lumineuse, des capteurs, et des calculateurs devraient permettre une imagerie en temps réel, une automatisation de certains processus complexes de l'imagerie, de détection d'anomalies ou de pathologies.
- Des « progrès » sont également attendus côté marqueurs, avec des nanomarqueurs fluorescents (nanocristaux de semiconducteurs), qui cependant pourraient poser des problèmes de toxicité.
- L'utilisation combinée de plusieurs modes d'imagerie devrait permettre de par exemple produire des images mieux corrigées (pour la diffusion du rayonnement dans les tissus, le bruit, etc.) et éventuellement en 3D et animées, et de bien meilleure qualité encore, avec une méta-information enrichie pour chaque pixel de l'image : à chaque pixel peuvent être associées des informations de température, nature moléculaire, état, etc.
- La microscopie à fluorescence devrait encore progresser, notamment pour l'observation de surfaces : peau, muqueuses, surfaces d'organes creux observées par lentilles de microscopes transportés par endoscope à l'intérieur même du corps, etc. De nouveaux marqueurs fluorescents sont recherchés dans les longueurs d'onde situées entre le proche infrarouge et le rouge profond (car ces longueurs d'onde, comprises entre 650 et 900 nm, correspondent à la circulation maximale de la lumière dans un organisme riche en eau et en hémoglobine)[1] et c'est à ces longueurs d'onde que les tissus humains sont eux-mêmes les moins naturellement fluorescents[2] (ce qui diminue le « bruit de fond » qui sinon parasite l'image).
- Le laser et de nouveaux types de lentilles « intelligentes » pourront peut-être permettre de miniaturiser certains « imageurs » sans perte de qualité.
- L'intelligence artificielle appliquée à l'imagerie pourrait améliorer tant la qualité de l'image, que la qualité du diagnostic ou de l'information qu'elle permet.

## Formation
Un master européen a été créé sur la base du réseau d’excellence EMIL (European Molecular Imaging Laboratories), fédérant depuis 2004 59 établissements de recherche (publique et privée).